# Andranik Markarjan

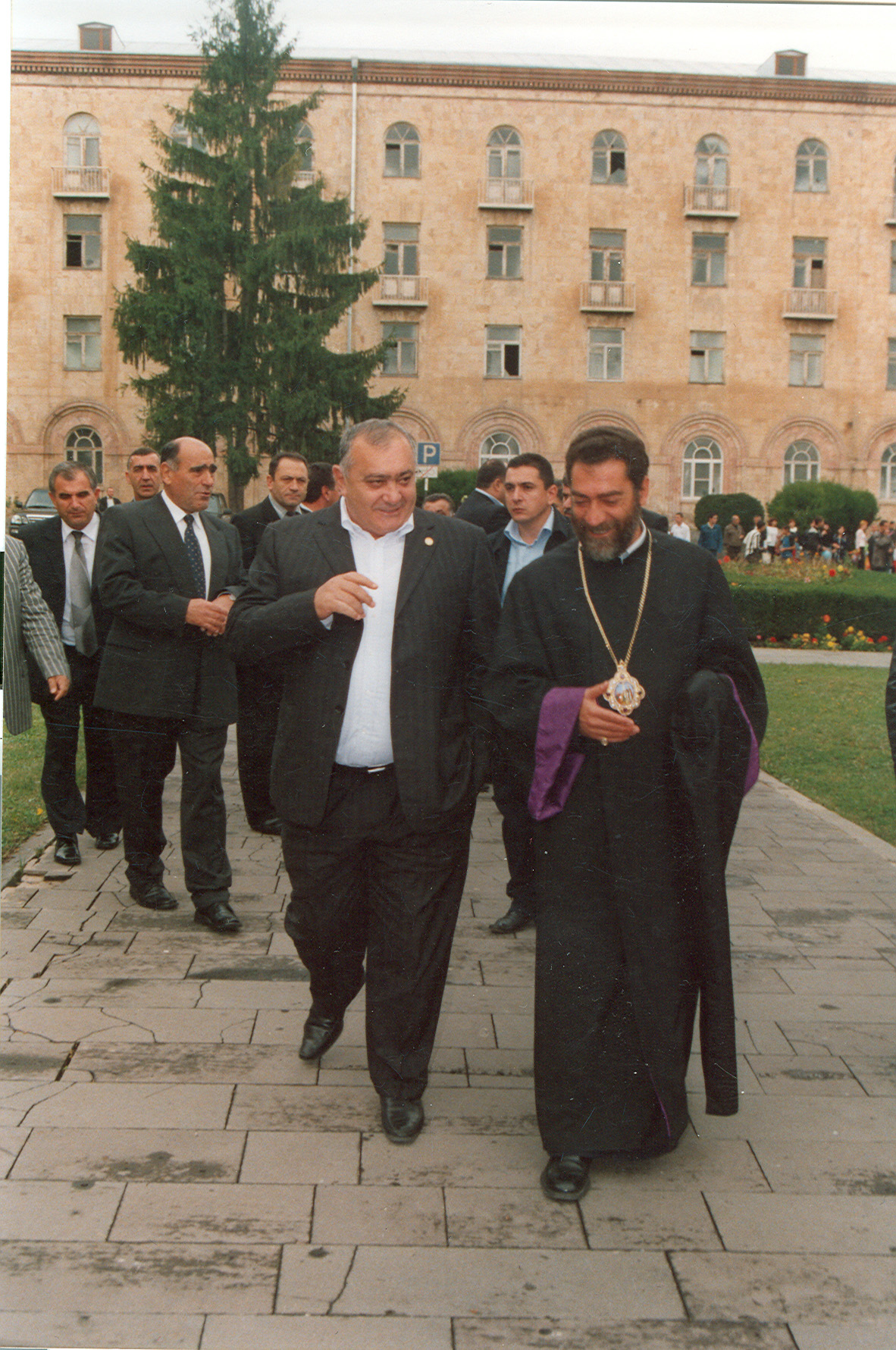
Andranik Margarian (links Mitte) mit Bischof Sebouh Chouldjian

Andranik Markarjan (armenisch Անդրանիկ Մարգարյան, in englischer Transkription Markarian; * 12. Juni 1951 in Jerewan; † 25. März 2007 ebenda) war ein armenischer Politiker (Republikanische Partei) und zuletzt von 2000 bis zu seinem Tod Premierminister von Armenien.

## Leben
Andranik Markarjans Eltern stammten aus Sason und waren als Überlebende des Völkermords in die Provinz Aragazotn geflohen, wo sie im Dorf Irind lebten. Er studierte von 1967 bis 1972 an der Jerewaner Polytechnischen Ingenieurhochschule Computertechnik in der kybernetischen Abteilung (Jerewan war als Hauptstadt der Armenischen SSR ein Zentrum der sowjetischen Computerindustrie). Seit 1965 war er in der Politik engagiert und seit 1968 Mitglied der Nationalen Vereinigten Partei, die in der Armenischen SSR von 1967 bis 1987 im Untergrund operierte. Seit 1973 gehörte er dem Vorstand der Partei an. Er kritisierte das totalitäre sowjetische System, verteidigte die armenischen Angelegenheiten und drückte seine Vision der Zukunft der armenischen Bürger in einem demokratischen und unabhängigen Staat aus. Von 1972 bis 1974 war Markarjan wissenschaftlicher Mitarbeiter eines Kollegs, später Ingenieur in der Niederlassung Jerewan des Forschungsinstituts der Gasindustrie. 1974 wurde er wegen seiner politischen Aktivitäten verhaftet und als nationalistischer Dissident zu zwei Jahren Haft verurteilt.
Nach der Haft arbeitete er von 1977 bis 1978 als Ingenieur im Energieforschungsinstitut Armeniens (zu dieser Zeit bestand das Problem eines Energiedefizits, das durch den Bau des Kernkraftwerkes Mezamor gelöst wurde). 1978–1979 arbeitete er als Chef der Abteilung Computer der Elektrotechnischen Fabrik, 1979–1990 als Chef der Abteilung Elektronik des nationalen Informations-Computer-Zentrums im Handelsministerium.
Von 1990, als sich die UdSSR bereits im Prozess der Auflösung befand, bis 1994 fungierte er als Chef der Abteilung Informationen in der „Nationalen Abteilung für spezielle Programme“. Seit 1992 war er Mitglied der Republikanischen Partei, der inzwischen größten Partei in Armenien. 1996 trat er einer Vereinigung von Veteranen des Krieges um Bergkarabach bei und wurde später Mitglied des Vorstands.
1994–1995 arbeitete er erneut als wissenschaftlicher Mitarbeiter eines Colleges an der Staatlichen Ingenieursuniversität Armeniens, bis er 1995 als Abgeordneter in die Nationalversammlung einzog. 1997 wurde er Vorsitzender der Republikanischen Partei. Bei den Wahlen von 1999 verteidigte er sein Direktmandat und wurde danach zum Fraktionsvorsitzenden gewählt. Am 12. Mai 2000 übernahm er das Amt des Premierministers der Republik Armenien von Aram Sarkissjan. Nach den Wahlen 2003 blieb er als Premierminister im Amt und leitete seitdem die Koalitionsregierung, die resultierend aus den Wahlen gebildet wurde. Für die Parlamentswahlen am 12. Mai 2007 wollte er erneut antreten und stand auch auf Platz 1 der Liste seiner Partei. Es galt aber als ausgemacht, dass der Verteidigungsminister Sersch Sargsjan nach den Wahlen Markarjans Posten übernehmen werde. Sargsjan war erst 2006 der Republikanischen Partei beigetreten, übernahm aber sofort den Vorsitz des Parteirates. Im laufenden Wahlkampf übernahm Markarjan wie zuvor eine ausgleichende Rolle.
Markarjan starb im Alter von nur 55 Jahren an den Folgen eines Herzinfarktes. Er hinterließ eine Frau, drei Kinder und fünf Enkelkinder.

## Regierungsbilanz
Als Markarjan ernannt wurde, befand sich das Land in einer tiefen innenpolitischen Krise. Am 27. Oktober 1999 hatten Attentäter die armenische Nationalversammlung gestürmt und erschossen führende Politiker (u. a. den Premierminister Wasken Sarkissjan, den Parlamentspräsidenten Karen Demirtschjan, einen Minister und fünf einfache Abgeordnete). Durch dieses Ereignis wurde nicht nur die allgemeine Polarisierung in der Gesellschaft erhöht, sondern es verschärfte sich auch die Fraktionenbildung innerhalb der Republikanischen Partei. Zunächst übernahm Aram Sarkissjan, der Bruder des ermordeten Ministerpräsidenten das Amt, geriet jedoch in immer größere Konflikte mit Präsident Robert Kotscharjan.
Es wurde ein Kompromisskandidat gebraucht, dem möglichst weite Kreise innerhalb der Elite vertrauen konnten. Markarjan erfüllte diese Position gut. Er wurde mit der Zeit trotz seines fehlenden Charismas zu einer Schlüsselfigur im politischen System und erwarb sich auch unter Oppositionsvertretern Respekt. Mit seiner Fähigkeit, auszugleichen und zu vermitteln, erreichte er eine innenpolitische Stabilität, die allgemein als seine größte Leistung gilt. Seine fast sieben Jahre währende Amtszeit als Premierminister ist die mit Abstand längste in der jungen Geschichte der Republik Armenien – vorher hatte es neun Premierminister in neun Jahren gegeben.
Während seiner Regierungszeit wuchs die Wirtschaft kräftig (die Wachstumsrate des Bruttoinlandsproduktes lag jeweils über 10 %), allerdings sank die Arbeitslosigkeit erst 2006 spürbar. Dieses Phänomen, auch  „beschäftigungsfreies Wachstum“ (jobless growth) genannt, ist typisch für früher sozialistische Länder, weil das Wachstum in erster Linie durch eine Steigerung der Arbeitsproduktivität erreicht wird. In Armenien ist die Schere zwischen Arm und Reich in den letzten Jahren immer größer geworden, und die Ungleichverteilung von Einkommen und Vermögen ist größer als allen anderen GUS-Staaten. Der Konflikt um Bergkarabach blieb während seiner Amtszeit bestehen (es ist allerdings anzumerken, dass in Armenien – ähnlich wie z. B. in Frankreich – der Präsident wesentlich größere Kompetenzen im Bereich der Außenpolitik besitzt).
Kaum Fortschritte waren bei der Korruptionsbekämpfung zu verzeichnen. Zwar wurden auf Initiative u. a. des Europarates mehrere neue Gesetze in diesem Bereich verabschiedet, doch es mangelt an der Umsetzung. Beispielsweise gilt die Verkehrspolizei als endemisch korrupt. Ähnliches gilt für Stadtverwaltungen in Bezug auf Baugenehmigungen und den Gesundheitssektor. Die begonnene Reform des Bildungssystems kann noch nicht beurteilt werden, weil Erfolge oder Misserfolge erst im Laufe von Jahren offenbar werden. Im Zusammenhang mit dem Bologna-Prozess sollen die Universitäten reformiert werden. Gegenwärtig ist die Korruption aber auch dort weit verbreitet. Das Schulsystem umfasste früher nach sowjetischem Modell nur elf Klassenstufen. Es wurde mit den neuen Erstklässlern auf 12 Klassenstufen umgestellt. Damit kommen jetzt alle Kinder mit sechs Jahren in die Schule. Im Rahmen dieser Umstellung soll der Unterricht in der ersten Klasse weniger leistungsorientiert und spielerischer gestaltet werden.